# Noord-Korea op de Olympische Winterspelen 1992
Tijdens de Olympische Winterspelen van 1992, die in Albertville (Frankrijk) werden gehouden, nam Noord-Korea voor de vijfde keer deel.

## Medailleoverzicht
| Sport      | Olympiër     | Discipline | Medaille |
| ---------- | ------------ | ---------- | -------- |
| Shorttrack | Hwang Ok-sil | 500 m (v)  | Brons    |

## Deelnemers en resultaten

### Alpineskiën
| Olympiër       | Discipline       | Resultaat | Prestatie                        |
| -------------- | ---------------- | --------- | -------------------------------- |
| Kim Chol-ryong | reuzenslalom (m) | 67e       | 2.45,26 (+38,28) 1.23,24+1.22,02 |
| Choi Mi-ok     | reuzenslalom (v) | dnf-1     | opgave run 1                     |
| Choi Mi-ok     | slalom (v)       | 38e       | 2.11,05 (+38,37) 1.09,00+1.02,05 |

### Kunstrijden
| Olympiër                | Discipline | Resultaat | Prestatie                                                 |
| ----------------------- | ---------- | --------- | --------------------------------------------------------- |
| Li Su-min               | mannen     | 28e       | dnq (korte kür: 28)                                       |
| Li Gyong-ok             | vrouwen    | 27e       | dnq (korte kür: 27)                                       |
| Ko Ok-ran Kim Gwang-ho  | paarrijden | 18e       | 27,0 p. (korte kür: 18 - lange kür: 18)                   |
| Ryu Gwang-ho Pak Un-sil | ijsdansen  | 19e       | 38,0 p. (verpl.1: 19 - verpl.2: 19 - org.: 19 - vrij: 19) |

### Langlaufen
| Olympiër       | Discipline                    | Resultaat | Prestatie                                |
| -------------- | ----------------------------- | --------- | ---------------------------------------- |
| Rok Chang-song | 10 km klassiek (m)            | 78e       | 34.34,9 (+6.58,9)                        |
| Rok Chang-song | 30 km klassiek (m)            | 72e       | 1:42.23,4 (+19.55,6)                     |
| Rok Chang-song | achtervolging 10 km+15 km (m) | 76e       | +14.41,5 (10 km:34.34 + 15 km:45.45,4)   |
| Chol U-son     | 10 km klassiek (m)            | 89e       | 36.08,6 (+8.32,6)                        |
| Chol U-son     | 30 km klassiek (m)            | 75e       | 1:43.14,9 (+20.47,1)                     |
| Chol U-son     | achtervolging 10 km+15 km (m) | 73e       | +14.33,6 (10 km:36.08 + 15 km:44.03,5)   |
|                |                               |           |                                          |
| Li Gyong-ae    | 5 km klassiek (v)             | 61e       | 18.54,1 (+4.40,3)                        |
| Li Gyong-ae    | achtervolging 5 km+10 km (v)  | dns       | opgave (5 km:16.26 + 10 km:niet gestart) |
| Li Gyong-hui   | 5 km klassiek (v)             | 51e       | 16.26,7 (+2.12,9)                        |
| Li Gyong-hui   | 15 km klassiek (v)            | 30e       | 47.10,5 (+4.49,7)                        |
| Li Gyong-hui   | achtervolging 5 km+10 km (v)  | 53e       | +8.05,1 (5 km:16.26 + 10 km:31.46,8)     |

### Schaatsen
| Olympiër        | Discipline | Resultaat | Prestatie        |
| --------------- | ---------- | --------- | ---------------- |
| Choi In-chol    | 500 m (m)  | 35e       | 39,59 (+2,45)    |
| Choi In-chol    | 1000 m (m) | 18e       | 1.16,50 (+1,65)  |
| Choi In-chol    | 1500 m (m) | 27e       | 2.00,36 (+5,55)  |
| Li Yong-chol    | 500 m (m)  | 24e       | 38,38 (+1,24)    |
| Li Yong-chol    | 1000 m (m) | 37e       | 1.18,17 (+3,32)  |
|                 |            |           |                  |
| Chong Chang-suk | 500 m (v)  | 27e       | 42,45 (+2,12)    |
| Chong Chang-suk | 1000 m (v) | 26e       | 1.25,10 (+3,20)  |
| Chong Chang-suk | 1500 m (v) | 22e       | 2.11,06 (+5,19)  |
| Kim Chun-wol    | 500 m (v)  | 28e       | 42,47 (+2,14)    |
| Kim Chun-wol    | 1000 m (v) | 33e       | 1.26,49 (+4,59)  |
| Kim Chun-wol    | 1500 m (v) | 29e       | 2.14,87 (+9,00)  |
| Song Hwa-son    | 500 m (v)  | 25e       | 42,23 (+1,90)    |
| Song Hwa-son    | 1000 m (v) | 30e       | 1.25,80 (+3,90)  |
| Song Hwa-son    | 1500 m (v) | 31e       | 2.15,87 (+10,00) |

### Shorttrack
| Olympiër     | Discipline | Resultaat | Prestatie                                                           |
| ------------ | ---------- | --------- | ------------------------------------------------------------------- |
| Li Won-ho    | 1000 m (m) | dq        | dnq, vr 3: diskwalificatie                                          |
| Hwang Ok-sil | 500 m (v)  | Brons     | Finale: 47,23, hf 1 (1e): 47,74, kf 3 (2e): 47,95, vr 6 (1e): 48,70 |
| Kim Chun-hwa | 500 m (v)  | 19e       | dnq, vr 8 (3e): 49,10                                               |

Algerije · Amerikaanse Maagdeneilanden · Andorra · Argentinië · Australië · België · Bermuda · Bolivia · Brazilië · Bulgarije · Canada · Chili · China · Chinees Taipei · Costa Rica · Cyprus · Denemarken · Duitsland · Estland · Filipijnen · Finland · Frankrijk · Gezamenlijk team · Griekenland · Groot-Brittannië · Honduras · Hongarije · Ierland · IJsland · India · Italië · Jamaica · Japan · Joegoslavië · Kroatië · Letland · Libanon · Liechtenstein · Litouwen · Luxemburg · Marokko · Mexico · Monaco · Mongolië · Nederland · Nederlandse Antillen · Nieuw-Zeeland · Noord-Korea · Noorwegen · Oostenrijk · Polen · Puerto Rico · Roemenië · San Marino · Senegal · Slovenië · Spanje · Swaziland · Tsjecho-Slowakije · Turkije · Verenigde Staten · Zuid-Korea · Zweden · Zwitserland